# هاري كوستيلو
هاري كوستيلو (بالإنجليزية: Harry Costello)‏ هو لاعب كرة قدم أمريكية أمريكي، ولد في 9 نوفمبر 1891 في ميريديان في الولايات المتحدة، وتوفي في 24 أغسطس 1968.